# Walter Ciszek
Walter Ciszek (Shenandoah, 4 novembre 1904 – The Bronx, 8 dicembre 1984) è stato un presbitero statunitense, gesuita, appartenente alla chiesa greco-cattolica russa.

## Biografia
Nacque da genitori di origine polacca emigrati negli Stati Uniti d'America alla fine del secolo XIX, fratello di altri dodici figli della coppia. Due sorelle di Walter diventeranno monache, mentre nel 1928 entra nella compagnia di Gesù. Dal 1934 studia presso il Collegium Russicum di Roma. Nel 1938 viene ordinato sacerdote di rito bizantino. Nel dicembre 1939 passa illegalmente la frontiera e si stabilisce a Leopoli, città già annessa all'URSS. Nel 1940 sotto il falso nome di Lipinskij, assieme ad un suo confratello, Viktor Novikov, trova lavoro negli Urali. 
Venne arrestato il 23 aprile del 1941 e condotto a Mosca nella prigione della Lubjanka. Il 23 settembre 1942 viene condannato a 15 anni di Gulag. e condotto nel lager di Noril'sk, sito nella provincia di Krasnojarsk. Venne liberato nell'aprile del 1955, ma costretto al confino nella città di Noril'sk. Nel 1958 viene relegato nella città di Krasnojarsk, successivamente nella città di Abakan. Qui trova lavoro come meccanico in un garage. Nel settembre 1963 viene condotto a Mosca per uno scambio di prigionieri. Il giorno dopo parte per Londra e successivamente si stabilisce negli Stati Uniti.
Ciszek lavora per 20 anni a New York, presso il Centro Ecumenico Giovanni XXIII fondato dai Gesuiti. Il suo libro «With God in Russia» (New York, Prentice Hall, 1964) è stato tradotto in molte lingue.